# Can Paulica
Can Paulica és una casa de la Cellera de Ter (Selva) inclosa a l'Inventari del Patrimoni Arquitectònic de Catalunya.

## Descripció
Es tracta d'un immoble de planta rectangular que consta de planta baixa i dos pisos superiors, cobert amb una teulada a dues aigües de vessants a façana. Està ubicat en la travessera del Torrent, però al mateix temps fa cantonada, desembocant una de les seves façanes, en la travessera de Sales.
La planta baixa consta de dues obertures, com són el portal d'accés adovellat d'arc de mig punt i una finestra quadrangular amb llinda i muntants de pedra.
Els dos pisos superiors han estat resolts amb el mateix plantejament formal, que consisteix en la disposició de dues finestres per pis, amb llinda monolítica i muntants de pedra. Ara bé, difereixen en dos aspectes: per una banda, la forma, ja que les del primer pis són rectangulars, mentre que les del pis superior són quadrangulars. Per l'altra, la mida, ja que les del primer pis són més grans, mentre que les del segon són més petites.